# Новосокольнический район
Новосоко́льнический райо́н — административно-территориальная единица (район) и муниципальное образование (муниципальный район) на юге Псковской области России.
Административный центр — город Новосокольники.

## География
Площадь 1616 км². Основные реки — Насва, Большой Удрай, Смердель, Малый Удрай. В Вязовской волости, в 4 км к северу от озера Большой Вяз, находится исток реки Великая.

## История
Район образован 24 июля 1927 года в составе Великолукского округа Ленинградской области, с 1929 года — в составе Западной области, с 1935 года — Калининской области, с 1944 года — Великолукской области и, наконец, с 1957 года — в составе Псковской области.

## Население
| 1959    | 1970    | 1979    | 1989    | 2002    | 2009    | 2010    | 2011    | 2012    |
| ------- | ------- | ------- | ------- | ------- | ------- | ------- | ------- | ------- |
| 31 913  | ↘26 601 | ↘22 697 | ↘21 202 | ↘19 389 | ↘17 211 | ↘14 776 | ↘14 695 | ↘14 398 |
| 2013    | 2014    | 2015    | 2016    | 2017    | 2018    | 2019    | 2020    | 2021    |
| ↘14 090 | ↘13 814 | ↘13 548 | ↘13 372 | ↘13 130 | ↘12 856 | ↘12 580 | ↘12 283 | ↘11 928 |
| 2023    |         |         |         |         |         |         |         |         |
| ↘11 644 |         |         |         |         |         |         |         |         |

По состоянию на 1 января 2021 года из 11644 жителей района в городских условиях (в городе Новосокольники) проживают 59,22 % населения района (или 6895 человека), в сельских — 40,78 % или 4749 человека.
По данным переписи населения 2010 года численность населения района составляла 14776 человек, в том числе 8119 городских жителей (54,95 % от общего населения) и 6657 сельских жителей (45,05 %).
Национальный состав
По итогам переписи населения 2020 года проживали следующие национальности (национальности менее 0,1 % и другое, см. в сноске к строке «Другие»):
| Национальность | Численность, чел. | Доля     |
| -------------- | ----------------- | -------- |
| Русские        | 11 433            | 95,85 %  |
| Украинцы       | 76                | 0,64 %   |
| Белорусы       | 66                | 0,55 %   |
| Цыгане         | 50                | 0,42 %   |
| Армяне         | 37                | 0,31 %   |
| Другие         | 266               | 2,23 %   |
| Итого          | 11 928            | 100,00 % |

## Населённые пункты
По переписи 2002 года в районе насчитывалось всего 274 сельских населённых пункта, из которых в 31 деревне население отсутствовало, в 62 деревнях жило от 1 до 5 человек, в 56 — от 6 до 10 человек, в 54 — от 11 до 25 человек, в 27 — от 26 до 50 человек, в 24 — от 51 до 100 человек, в 8 — от 101 до 200 человек, в 10 — от 201 до 500 человек, в 2 — от 501 до 1000 человек.
По переписи 2010 года на территории района было расположено 274 сельских населённых пункта, из которых в 74 деревнях население отсутствовало, в 81 деревне жило от 1 до 5 человек, в 35 — от 6 до 10 человек, в 31 — от 11 до 25 человек, в 18 — от 26 до 50 человек, в 19 — от 51 до 100 человек, в 8 — от 101 до 200 человек, в 7 — от 201 до 500 человек и в одной деревне — Шахниха — от 501 до 1000 человек.
Всего в Новосокольнический район входят 275 населённых пунктов, в том числе 1 город и 274 сельских населённых пункта (деревни):
| №   | Населённый пункт | Тип     | Население | Муниципальное образование |
| --- | ---------------- | ------- | --------- | ------------------------- |
| 1   | Новосокольники   | город   | ↘6895     | Новосокольники            |
| 2   | Аксюхново        | деревня | →7        | Маевская волость          |
| 3   | Акулино          | деревня | ↘0        | Пригородная волость       |
| 4   | Алё              | деревня | ↘10       | Маевская волость          |
| 5   | Алешково         | деревня | →0        | Маевская волость          |
| 6   | Андрейково       | деревня | ↘1        | Насвинская волость        |
| 7   | Андронково       | деревня | ↘2        | Маевская волость          |
| 8   | Антропково       | деревня | ↘56       | Маевская волость          |
| 9   | Анушково         | деревня | ↘0        | Маевская волость          |
| 10  | Астратово        | деревня | ↘6        | Насвинская волость        |
| 11  | Афанасово        | деревня | →0        | Пригородная волость       |
| 12  | Бабино           | деревня | →8        | Маевская волость          |
| 13  | Бабино           | деревня | ↘4        | Пригородная волость       |
| 14  | Бабки            | деревня | ↘3        | Маевская волость          |
| 15  | Базлово          | деревня | ↘60       | Насвинская волость        |
| 16  | Баландино        | деревня | ↘20       | Вязовская волость         |
| 17  | Батово           | деревня | ↘5        | Маевская волость          |
| 18  | Белочево         | деревня | →0        | Маевская волость          |
| 19  | Ближнее Бурцево  | деревня | ↘0        | Маевская волость          |
| 20  | Бологое          | деревня | ↘4        | Пригородная волость       |
| 21  | Бор              | деревня | ↘274      | Пригородная волость       |
| 22  | Борисово         | деревня | ↘4        | Насвинская волость        |
| 23  | Борисово         | деревня | ↘0        | Маевская волость          |
| 24  | Борисово         | деревня | ↘24       | Маевская волость          |
| 25  | Борщево          | деревня | →0        | Маевская волость          |
| 26  | Брагино          | деревня | ↘4        | Насвинская волость        |
| 27  | Брагино          | деревня | ↘74       | Пригородная волость       |
| 28  | Бритвино         | деревня | ↘0        | Насвинская волость        |
| 29  | Бурехино         | деревня | ↘60       | Пригородная волость       |
| 30  | Буровец          | деревня | ↘1        | Маевская волость          |
| 31  | Бычки            | деревня | →0        | Маевская волость          |
| 32  | Валовики         | деревня | ↘6        | Насвинская волость        |
| 33  | Васютино         | деревня | ↘6        | Пригородная волость       |
| 34  | Вашки            | деревня | ↘1        | Пригородная волость       |
| 35  | Виноходцево      | деревня | ↘5        | Маевская волость          |
| 36  | Воёво            | деревня | ↘6        | Насвинская волость        |
| 37  | Волково          | деревня | ↘2        | Вязовская волость         |
| 38  | Волнеино         | деревня | ↘3        | Пригородная волость       |
| 39  | Воротково        | деревня | ↘34       | Маевская волость          |
| 40  | Вырино           | деревня | ↘6        | Маевская волость          |
| 41  | Вяз              | деревня | ↘208      | Вязовская волость         |
| 42  | Глядково         | деревня | ↘3        | Вязовская волость         |
| 43  | Гнилкино         | деревня | →0        | Пригородная волость       |
| 44  | Горожане         | деревня | ↘256      | Насвинская волость        |
| 45  | Горы             | деревня | ↘2        | Пригородная волость       |
| 46  | Гостилово        | деревня | ↘9        | Пригородная волость       |
| 47  | Гриньково        | деревня | →0        | Пригородная волость       |
| 48  | Грихново         | деревня | ↘33       | Вязовская волость         |
| 49  | Гришанки         | деревня | ↘4        | Пригородная волость       |
| 50  | Гришаново        | деревня | →0        | Вязовская волость         |
| 51  | Гришино          | деревня | ↗3        | Пригородная волость       |
| 52  | Гришино          | деревня | ↗10       | Маевская волость          |
| 53  | Грыжово          | деревня | ↘2        | Насвинская волость        |
| 54  | Дворец           | деревня | →3        | Маевская волость          |
| 55  | Дворяниново      | деревня | →0        | Маевская волость          |
| 56  | Девичье          | деревня | ↘18       | Вязовская волость         |
| 57  | Деино            | деревня | ↘3        | Пригородная волость       |
| 58  | Деменец          | деревня | ↘0        | Вязовская волость         |
| 59  | Демя             | деревня | ↘139      | Пригородная волость       |
| 60  | Демяхи           | деревня | ↘13       | Пригородная волость       |
| 61  | Дмитровичи       | деревня | ↘22       | Маевская волость          |
| 62  | Дольшино         | деревня | ↘32       | Пригородная волость       |
| 63  | Дровенево        | деревня | ↘0        | Вязовская волость         |
| 64  | Дружинино        | деревня | →15       | Насвинская волость        |
| 65  | Елисеево         | деревня | →0        | Пригородная волость       |
| 66  | Еремейцево       | деревня | ↘0        | Маевская волость          |
| 67  | Жданово          | деревня | ↘0        | Пригородная волость       |
| 68  | Житово           | деревня | ↘5        | Пригородная волость       |
| 69  | Жогово           | деревня | ↘4        | Маевская волость          |
| 70  | Жолобово         | деревня | ↘11       | Насвинская волость        |
| 71  | Жолобово         | деревня | ↘0        | Пригородная волость       |
| 72  | Жуково           | деревня | ↘2        | Маевская волость          |
| 73  | Жуково           | деревня | ↘13       | Маевская волость          |
| 74  | Забелино         | деревня | ↘2        | Насвинская волость        |
| 75  | Заболотье        | деревня | ↘84       | Насвинская волость        |
| 76  | Заболотье        | деревня | ↘3        | Маевская волость          |
| 77  | Зажогино         | деревня | ↘2        | Пригородная волость       |
| 78  | Зайково          | деревня | ↘17       | Насвинская волость        |
| 79  | Заречье          | деревня | ↘4        | Насвинская волость        |
| 80  | Заречье          | деревня | ↘64       | Пригородная волость       |
| 81  | Захарино         | деревня | ↘255      | Пригородная волость       |
| 82  | Захарово         | деревня | ↘5        | Пригородная волость       |
| 83  | Зеленино         | деревня | ↘2        | Пригородная волость       |
| 84  | Золотково        | деревня | ↘65       | Пригородная волость       |
| 85  | Зубари           | деревня | →0        | Пригородная волость       |
| 86  | Зубатово         | деревня | ↘37       | Маевская волость          |
| 87  | Ильино           | деревня | ↘0        | Насвинская волость        |
| 88  | Исаково          | деревня | ↗42       | Маевская волость          |
| 89  | Кавезино         | деревня | ↘0        | Вязовская волость         |
| 90  | Каменная Вешня   | деревня | ↘2        | Насвинская волость        |
| 91  | Касьяниха        | деревня | ↘3        | Маевская волость          |
| 92  | Киселевичи       | деревня | ↘7        | Насвинская волость        |
| 93  | Клевцово         | деревня | ↘9        | Маевская волость          |
| 94  | Климово          | деревня | ↘2        | Насвинская волость        |
| 95  | Клочнево         | деревня | ↘1        | Маевская волость          |
| 96  | Кожемяки         | деревня | ↘0        | Маевская волость          |
| 97  | Козлово          | деревня | ↘6        | Маевская волость          |
| 98  | Колкиши          | деревня | ↘1        | Вязовская волость         |
| 99  | Колоницы         | деревня | ↘10       | Насвинская волость        |
| 100 | Колорёво         | деревня | ↘0        | Вязовская волость         |
| 101 | Конново          | деревня | ↘8        | Насвинская волость        |
| 102 | Копытово         | деревня | ↘6        | Маевская волость          |
| 103 | Коровкино        | деревня | ↘43       | Пригородная волость       |
| 104 | Королево         | деревня | ↘11       | Насвинская волость        |
| 105 | Коростели        | деревня | ↘71       | Насвинская волость        |
| 106 | Коростели        | деревня | ↘2        | Насвинская волость        |
| 107 | Кошелево         | деревня | ↘1        | Пригородная волость       |
| 108 | Крапивно         | деревня | ↘0        | Насвинская волость        |
| 109 | Кривандино       | деревня | ↘2        | Маевская волость          |
| 110 | Кругликово       | деревня | ↘1        | Пригородная волость       |
| 111 | Кузнецы          | деревня | ↘0        | Пригородная волость       |
| 112 | Кузьмино         | деревня | ↗61       | Пригородная волость       |
| 113 | Кулаково         | деревня | ↘0        | Маевская волость          |
| 114 | Курилково        | деревня | →0        | Маевская волость          |
| 115 | Курово           | деревня | →0        | Вязовская волость         |
| 116 | Курохново        | деревня | ↘0        | Маевская волость          |
| 117 | Курочкино        | деревня | ↘20       | Маевская волость          |
| 118 | Кушково          | деревня | ↘0        | Насвинская волость        |
| 119 | Лабушино         | деревня | →0        | Пригородная волость       |
| 120 | Ламикшино        | деревня | ↘3        | Вязовская волость         |
| 121 | Ласичино         | деревня | →4        | Маевская волость          |
| 122 | Лашково          | деревня | ↘4        | Пригородная волость       |
| 123 | Лебедево         | деревня | ↘20       | Насвинская волость        |
| 124 | Левошово         | деревня | ↘6        | Пригородная волость       |
| 125 | Лёхово           | деревня | ↘3        | Насвинская волость        |
| 126 | Лиситки          | деревня | ↘3        | Пригородная волость       |
| 127 | Ловно            | деревня | ↘5        | Пригородная волость       |
| 128 | Лог              | деревня | →0        | Насвинская волость        |
| 129 | Ломыгино         | деревня | ↘44       | Пригородная волость       |
| 130 | Лукино           | деревня | →0        | Пригородная волость       |
| 131 | Лутковец         | деревня | ↘0        | Насвинская волость        |
| 132 | Лядово           | деревня | ↘3        | Маевская волость          |
| 133 | Маево            | деревня | ↘314      | Маевская волость          |
| 134 | Макарово         | деревня | ↘2        | Маевская волость          |
| 135 | Максимиха        | деревня | ↘2        | Пригородная волость       |
| 136 | Максимово        | деревня | ↗32       | Маевская волость          |
| 137 | Малахово         | деревня | ↘57       | Пригородная волость       |
| 138 | Маньково         | деревня | ↘0        | Насвинская волость        |
| 139 | Марково          | деревня | →0        | Пригородная волость       |
| 140 | Мартиново        | деревня | ↘19       | Насвинская волость        |
| 141 | Мартиново        | деревня | ↘113      | Насвинская волость        |
| 142 | Марьино          | деревня | ↘53       | Пригородная волость       |
| 143 | Марьяново        | деревня | ↘0        | Пригородная волость       |
| 144 | Машарино         | деревня | ↘9        | Маевская волость          |
| 145 | Мелехово         | деревня | ↘7        | Вязовская волость         |
| 146 | Мелехово         | деревня | ↘9        | Насвинская волость        |
| 147 | Метальниково     | деревня | ↘0        | Пригородная волость       |
| 148 | Мечиханово       | деревня | →0        | Вязовская волость         |
| 149 | Минкино          | деревня | ↘25       | Пригородная волость       |
| 150 | Михали           | деревня | →0        | Маевская волость          |
| 151 | Михальцево       | деревня | →3        | Маевская волость          |
| 152 | Мишнево          | деревня | →0        | Пригородная волость       |
| 153 | Мокрыши          | деревня | ↘4        | Маевская волость          |
| 154 | Молоди           | деревня | ↘3        | Пригородная волость       |
| 155 | Молотовка        | деревня | ↘1        | Пригородная волость       |
| 156 | Монаково         | деревня | ↘6        | Насвинская волость        |
| 157 | Монино           | деревня | ↘90       | Вязовская волость         |
| 158 | Морщилово        | деревня | ↘6        | Насвинская волость        |
| 159 | Мошино           | деревня | ↘4        | Пригородная волость       |
| 160 | Мошково          | деревня | ↘17       | Вязовская волость         |
| 161 | Мурашкино        | деревня | ↘5        | Вязовская волость         |
| 162 | Мухино           | деревня | ↘4        | Насвинская волость        |
| 163 | Назимово         | деревня | ↘165      | Насвинская волость        |
| 164 | Насва            | деревня | ↘451      | Насвинская волость        |
| 165 | Наумцево         | деревня | →0        | Пригородная волость       |
| 166 | Недомерки        | деревня | ↘54       | Пригородная волость       |
| 167 | Нестерово        | деревня | ↘7        | Насвинская волость        |
| 168 | Никитино         | деревня | ↘4        | Насвинская волость        |
| 169 | Новое            | деревня | ↘31       | Маевская волость          |
| 170 | Новоселки        | деревня | ↘6        | Пригородная волость       |
| 171 | Новоселье        | деревня | ↘0        | Маевская волость          |
| 172 | Носково          | деревня | →0        | Пригородная волость       |
| 173 | Овсяниково       | деревня | ↘6        | Маевская волость          |
| 174 | Окни             | деревня | ↘218      | Пригородная волость       |
| 175 | Олохово          | деревня | ↘9        | Пригородная волость       |
| 176 | Остров           | деревня | →9        | Вязовская волость         |
| 177 | Островки         | деревня | ↘111      | Маевская волость          |
| 178 | Отрадное         | деревня | ↘118      | Пригородная волость       |
| 179 | Паколово         | деревня | ↗20       | Маевская волость          |
| 180 | Паслово          | деревня | ↘0        | Вязовская волость         |
| 181 | Пасынково        | деревня | →0        | Вязовская волость         |
| 182 | Песок            | деревня | ↘2        | Пригородная волость       |
| 183 | Пестово          | деревня | ↘1        | Вязовская волость         |
| 184 | Петровка         | деревня | ↘2        | Пригородная волость       |
| 185 | Петрушино        | деревня | →0        | Пригородная волость       |
| 186 | Пехово           | деревня | ↘20       | Пригородная волость       |
| 187 | Пингерево        | деревня | ↘0        | Пригородная волость       |
| 188 | Погостище        | деревня | ↘8        | Насвинская волость        |
| 189 | Подчерняево      | деревня | ↘13       | Вязовская волость         |
| 190 | Пожары           | деревня | ↘3        | Пригородная волость       |
| 191 | Полочаново       | деревня | ↘1        | Маевская волость          |
| 192 | Поперино         | деревня | ↘0        | Насвинская волость        |
| 193 | Починки          | деревня | ↘0        | Насвинская волость        |
| 194 | Путилово         | деревня | ↘7        | Маевская волость          |
| 195 | Пятчино          | деревня | ↘2        | Маевская волость          |
| 196 | Пяшино           | деревня | ↘65       | Насвинская волость        |
| 197 | Работино         | деревня | ↘5        | Маевская волость          |
| 198 | Раменье          | деревня | ↘142      | Насвинская волость        |
| 199 | Ревякино         | деревня | ↘0        | Вязовская волость         |
| 200 | Репейки          | деревня | ↘5        | Пригородная волость       |
| 201 | Ровни            | деревня | ↘17       | Насвинская волость        |
| 202 | Рогачево         | деревня | ↘0        | Маевская волость          |
| 203 | Рожново          | деревня | ↘0        | Пригородная волость       |
| 204 | Руново           | деревня | →193      | Маевская волость          |
| 205 | Русаново         | деревня | ↘19       | Пригородная волость       |
| 206 | Рыженино         | деревня | ↘3        | Пригородная волость       |
| 207 | Рыкшино          | деревня | ↘15       | Насвинская волость        |
| 208 | Савино           | деревня | ↘1        | Насвинская волость        |
| 209 | Садиба           | деревня | ↗23       | Вязовская волость         |
| 210 | Самохвалово      | деревня | ↘3        | Насвинская волость        |
| 211 | Санталово        | деревня | ↗11       | Пригородная волость       |
| 212 | Саньки           | деревня | ↘0        | Пригородная волость       |
| 213 | Сатонкино        | деревня | ↘11       | Маевская волость          |
| 214 | Севостьяново     | деревня | ↗12       | Маевская волость          |
| 215 | Семеново         | деревня | ↘7        | Насвинская волость        |
| 216 | Сеньково         | деревня | ↘13       | Маевская волость          |
| 217 | Сенютино         | деревня | ↘6        | Вязовская волость         |
| 218 | Сергие           | деревня | ↘28       | Пригородная волость       |
| 219 | Сергино          | деревня | →0        | Маевская волость          |
| 220 | Сешково          | деревня | ↘0        | Пригородная волость       |
| 221 | Синичино         | деревня | ↘5        | Маевская волость          |
| 222 | Синяково         | деревня | ↘0        | Пригородная волость       |
| 223 | Сиханово         | деревня | →0        | Вязовская волость         |
| 224 | Скороты          | деревня | ↘0        | Маевская волость          |
| 225 | Скороходы        | деревня | ↘8        | Вязовская волость         |
| 226 | Скрипки          | деревня | ↘41       | Насвинская волость        |
| 227 | Слободка         | деревня | ↘12       | Насвинская волость        |
| 228 | Собольки         | деревня | ↘25       | Пригородная волость       |
| 229 | Спастер          | деревня | ↘46       | Маевская волость          |
| 230 | Станьково        | деревня | ↘38       | Маевская волость          |
| 231 | Старосокольники  | деревня | ↘146      | Пригородная волость       |
| 232 | Старышкино       | деревня | →0        | Маевская волость          |
| 233 | Страхново        | деревня | ↘3        | Насвинская волость        |
| 234 | Строкино         | деревня | ↗3        | Вязовская волость         |
| 235 | Струги           | деревня | ↘75       | Вязовская волость         |
| 236 | Суворово         | деревня | ↘5        | Насвинская волость        |
| 237 | Сушино           | деревня | ↘19       | Маевская волость          |
| 238 | Теренино         | деревня | ↘1        | Насвинская волость        |
| 239 | Терешково        | деревня | →0        | Маевская волость          |
| 240 | Тимохово         | деревня | →0        | Насвинская волость        |
| 241 | Тириново         | деревня | ↘11       | Маевская волость          |
| 242 | Токари           | деревня | ↘0        | Вязовская волость         |
| 243 | Толкачево        | деревня | ↘50       | Вязовская волость         |
| 244 | Толкачево        | деревня | ↘1        | Пригородная волость       |
| 245 | Торхово          | деревня | ↘0        | Насвинская волость        |
| 246 | Ульянцево        | деревня | ↘30       | Маевская волость          |
| 247 | Усадище          | деревня | ↘16       | Маевская волость          |
| 248 | Утаево           | деревня | ↘38       | Насвинская волость        |
| 249 | Фальково         | деревня | ↘5        | Пригородная волость       |
| 250 | Фёдоровское      | деревня | ↘5        | Насвинская волость        |
| 251 | Фекино           | деревня | ↘0        | Вязовская волость         |
| 252 | Фетинино         | деревня | ↘7        | Насвинская волость        |
| 253 | Фефелово         | деревня | ↗60       | Пригородная волость       |
| 254 | Филиппово        | деревня | ↘0        | Пригородная волость       |
| 255 | Филково          | деревня | ↘0        | Насвинская волость        |
| 256 | Харино-Бор       | деревня | ↘0        | Вязовская волость         |
| 257 | Ходушино         | деревня | ↘0        | Вязовская волость         |
| 258 | Хряни            | деревня | ↘38       | Маевская волость          |
| 259 | Чернецово        | деревня | ↘1        | Вязовская волость         |
| 260 | Черничено        | деревня | ↗5        | Маевская волость          |
| 261 | Чертеж           | деревня | ↘30       | Вязовская волость         |
| 262 | Чирки            | деревня | ↘66       | Насвинская волость        |
| 263 | Чупрово          | деревня | →0        | Насвинская волость        |
| 264 | Чурилово         | деревня | ↘7        | Маевская волость          |
| 265 | Шахниха          | деревня | ↘636      | Пригородная волость       |
| 266 | Шевельки         | деревня | ↘55       | Пригородная волость       |
| 267 | Шейкино          | деревня | ↘0        | Насвинская волость        |
| 268 | Шерстиново       | деревня | ↘5        | Вязовская волость         |
| 269 | Шетьково         | деревня | →1        | Пригородная волость       |
| 270 | Шманы            | деревня | ↗8        | Маевская волость          |
| 271 | Шубино           | деревня | ↘59       | Пригородная волость       |
| 272 | Шухово           | деревня | ↘5        | Маевская волость          |
| 273 | Щепчино          | деревня | ↘4        | Насвинская волость        |
| 274 | Ям               | деревня | ↘5        | Насвинская волость        |
| 275 | Ярцево           | деревня | ↘0        | Насвинская волость        |

## Муниципально-территориальное устройство
С апреля 2015 года в состав Новосокольнического района входят 5 муниципальных образований, в том числе: 1 городское и 4 сельских поселений (волости):
| № | Муниципальное образование | Статус МО | Административный центр | Количество населённых пунктов | Население | Площадь, км² |
| - | ------------------------- | --------- | ---------------------- | ----------------------------- | --------- | ------------ |
| 1 | Новосокольники            | ГП        | город Новосокольники   | 1                             | ↘6895     | 16,14        |
| 2 | Вязовская волость         | СП        | деревня Вяз            | 39                            | ↗464      | 216,02       |
| 3 | Маевская волость          | СП        | деревня Маево          | 80                            | ↘1020     | 392,74       |
| 4 | Насвинская волость        | СП        | деревня Насва          | 69                            | ↗1431     | 366,80       |
| 5 | Пригородная волость       | СП        | город Новосокольники   | 86                            | ↘2118     | 599,06       |

### История муниципального устройства
По Областному закону от 28 февраля 2005 года № 420-ОЗ в составе муниципального района образовано 10 муниципальных образований: 1 городское и 9 сельских поселений (волостей):.
| №  | Муниципальное образование  | Статус МО | Площадь, км² | Население, 14.10.2010 чел. | Население, 01.01.2015 чел. | Административный центр |
| -- | -------------------------- | --------- | ------------ | -------------------------- | -------------------------- | ---------------------- |
| 1  | Новосокольники             | ГП        | 16,14        | 8119                       | 7557                       | город Новосокольники   |
| 2  | Бологовская волость        | СП        | 97,96        | 555                        | 521                        | деревня Бор            |
| 3  | Вязовская волость          | СП        | 216,02       | 633                        | 518                        | деревня Вяз            |
| 4  | Горожанская волость        | СП        | 244,92       | 788                        | 620                        | деревня Горожане       |
| 5  | Маевская волость           | СП        | 208,34       | 695                        | 656                        | деревня Маево          |
| 6  | Насвинская волость         | СП        | 121,88       | 1053                       | 987                        | деревня Насва          |
| 7  | Новосокольническая волость | СП        | 95,76        | 859                        | 768                        | деревня Шахниха        |
| 8  | Окнийская волость          | СП        | 165,68       | 746                        | 680                        | деревня Окни           |
| 9  | Первомайская волость       | СП        | 239,66       | 672                        | 672                        | деревня Захарино       |
| 10 | Руновская волость          | СП        | 184,40       | 656                        | 569                        | деревня Руново         |

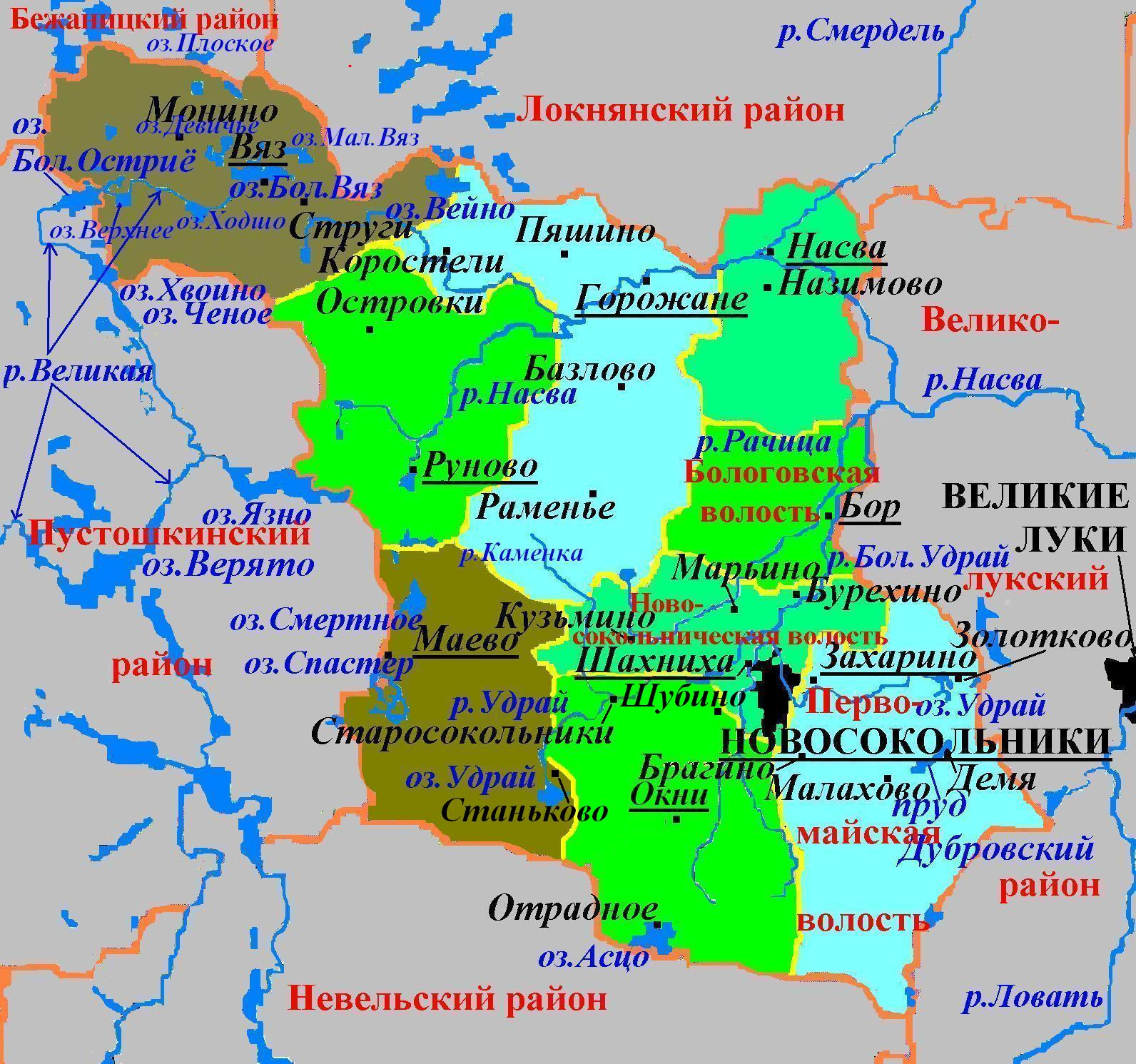
Административное деление Новосокольнического района в 2005—2015 гг.

Согласно Закону Псковской области от 30 марта 2015 года № 1508-ОЗ «О преобразовании муниципальных образований» Бологовская, Новосокольническая, Окнийская и Первомайская волости были объединены в новообразованное муниципальное образование Пригородная волость с административным центром в городе Новосокольники; также в состав Насвинской волости была включена упразднённая Горожанская волость, а в состав Маевской волости — упразднённая Руновская волость.

## Транспорт
Через район проходят пути Санкт-Петербург-Витебского отделения Октябрьской железной дороги (направлений «Санкт-Петербург—Езерище» и «Москва—Рига»), есть Новосокольническая дистанция службы пути ПЧ-45.
Основными для перевозок автомобильным транспортом в районе являются автомобильная дорога федерального значения М-9 «Балтия» (Москва — Волоколамск — граница с Латвией) и автодорога субъектов Российской Федерации Р51 (Шимск — Старая Русса— Великие Луки — Невель).

## Достопримечательности
В районе имеются два историко-архитектурных памятника республиканского значения. Это городище Острий — 13-14 век, расположенный в Вязовской волости, и деревянная церковь Успения Пресвятой Богородицы — 18-XIX век, находится в Руновской (в части бывшей Островской) волости.
К природно-ландшафтным памятникам относятся Чириковский парк в Горожанской волости и липовая аллея в д. Минкино Новосокольнической волости, созданных в начале XIX века.

## Археология
На археологическом памятнике у деревни Горожане найдены предметы третьей четверти I тыс. н. э. — XII—XIII вв., хотя основная часть датируется X—XI веками: 245 монет, в том числе византийский фоллис Романа Первого, датированный 920—944 годами, фрагмент подвески со знаком Рюриковичей, бусы, 45 наконечников стрел, весы, гирьки, перекрестье меча, предметы из стекла, глины, камня, чёрного и цветного металла.

## Персоналии
- Геннадий Васильевич Кулик (р. 1935) — родился в Новосокольническом районе, российский политический деятель, заместитель Председателя Правительства Российской Федерации в 1997—1998 годах, депутат пяти созывов Государственной Думы Российской Федерации[33].